# 麻波25
麻波25（まっはにじゅうご）は、1996年に結成された日本のミクスチャーロックバンド。2004年に解散した。

## メンバー
- PASSER (MC）
- YUICHI (ドラム） - 1998年8月に加入。
- TOMO （ギター） - 元マイナーリーグ。2001年6月に加入。

### 元メンバー
- OGA-KID (ギター） - 1997年加入、2000年10月に脱退。山嵐へ加入。
- SHAKAN' BASS （BASS、打ち込み） - 旧名・SAYAKA。2003年6月、大麻使用で逮捕され、翌7月脱退。
- HUNTER （MC） - 2004年春脱退。

## 経歴
- 1996年

Shakan'bassを中心に高校時代の夜遊び仲間で地元横須賀にて結成、先輩の紹介で高円寺２００００Vで初ライブ。
- 1997年

12月、インディーズオムニバスCD『SPAKING BRAIN ARMY』(GOD SMIL LABEL)に参加。
- 1998年

1月、GOD SMIL LABEL（メガフォース）より1stアルバム『かがみ』リリース。
9月、初の全国ツアー。
- 1999年

3月、1stマキシシングル『PLAY GROUND』をリリース。
7月、フィーチャリングゲストにYOU THE ROCK☆、AKEEMを迎えた2ndアルバム『PH-OSY』をリリース。
- 2000年

3月、シュガーレイの来日オープニングアクトを務める。
4月、2ndマキシシングル『ADVANCED PLAYER』 をリリース。ジャケットはBABY-MことDABO(NITRO MICROPHONE UNDERGROUND)。
12月、サポートギターに元スタークラブのTORUxxxを迎え、Dragon Ash、スケボーキングらと『DSM CIRCUIT』で全国ツアーを展開。
- 2001年

2月、3rdマキシシングル『ハジケロv10』をリリース。
3月、3rdアルバム『INVADE』をリリース。
4月、INVADEをひっさげ全国ツアーを展開。
- 2002年

3月、インディー盤ワンコインシングル『2MC+DBG（Real DS-King Version）』リリース。
4月、ポカリスエットCMソング『SONS OF THE SUN』をリリース。楽曲は年間オリコンチャートヒップホップ部門で1位を獲得する。
7月、1stアルバム収録の『みどりの星』を、再びフィーチャリングゲストにMIEを迎え『ミドリノホシ』としてリリース。
8月、様々な大型フェスへ参加。
10月、4thアルバム『MUSIC BOX』をリリース。
12月、MUSIC BOX TOURをスタート。
- 2003年

1月、MUSIC BOX TOUR FINALでKj(Dragon Ash)、ONO-G(SOURCE)、黒兄(SOURCE)をゲストに迎えた『MOB SQUAD II』を披露。
3月、Dragon Ash、SOURCEらと結成したMOB SQUADレーベルからコンピレーションアルバムをリリース。
4月、MOB SQUAD TOURに参加。
5月、『LIGHTLY』をリリース。
7月、SHAKAN' BASSが6月に大麻所持現行犯で逮捕され脱退。グループは一時活動休止に入る。
- 2004年

3月、バンド名を「mach25」へ改めミニアルバム『headway』をリリースするもHUNTERの体調不良などにより決定していたライブのキャンセルなどがあり、事実上、HUNTERは脱退。
7月、残された3人のメンバーで活動を続けていくことが困難になりベストアルバム『BEST,LAST AND LOST』をリリースし解散。

## 解散後
PASSER、YUICHIはプロデュースグループ『navi-A』を結成。その後、SINGERのRYOを加え『LOONIE』を結成。2006年3月に「春ウララ ルララ」でデビュー。
TOMOは勉強の為、一時渡米後、帰国し音楽活動再開に向け活動中。
2010年SHAKAN'BASSの新しいBAND”SOUND　TERRO RIDDIM”
始動する

## ディスコグラフィ

### シングル
1. PLAY GROUND（1999年3月20日）
  1. Play Ground[5:34]
作詞：PASSER・HUNTER／作曲：OGA-KID／編曲：麻波25
  2. Nope! For A Hope[5:03]
作詞：PASSER・HUNTER／作曲・編曲：麻波25
  3. Play Ground ～twenty Fivanarchy 2da Str8 Deftroy・mix～[9:16]
2. ADVANCED PLAYER（2000年4月19日）オリコン72位
  1. Advanced Player[5:22]
作詞：PASSER・HUNTER／作曲：OGA-KID・SHAKAN' BASS
  2. Hey Day[3:19]
作詞：PASSER・HUNTER／作曲：OGA-KID
  3. Be Brave[4:50]
作詞：PASSER／作曲：YUICHI
3. ハジケロ V10（2001年4月7日）オリコン81位
  1. ハジケロ V10[4:00]
作詞：PASSER・HUNTER／作曲：YUICHI・SHAKAN' BASS・OGA-KID／編曲：麻波25
  2. ADVANCED PLAYER[Mr.Drunk REMIX][4:38]
作詞：PASSER・HUNTER／作曲：SHAKAN' BASS・OGA-KID／編曲：Mr.Drunk
  3. ハジケロ V10[Shakan'bass REMIX][4:08]
4. 2MC + DBG（2002年3月6日）
5. SONS OF THE SUN（2002年4月24日）オリコン4位、登場回数14回
6. ミドリノホシ（2002年7月17日）オリコン14位
  1. ミドリノホシ[4:41]
作詞：PASSER・HUNTER・MIE／作曲・編曲：麻波25
  2. BETTER DAYS[3:44]
作詞：PASSER・HUNTER／作曲：TOMO／編曲：麻波25
  3. 琴ばうんす[3:21]
作詞：PASSER・HUNTER／作曲：PASSER／編曲：麻波25

  - 「麻波25 feat.MIE」名義
7. A HAPPY DAY（2002年10月23日）オリコン28位
  1. A HAPPY DAY[4:20]
作詞：PASSER・HUNTER／作曲：PASSER
NHKテレビ「ポップジャム」エンディングテーマ
  2. A HAPPY DAY (SHAKAN' BASS ANARCHY SOMKE JUNKKEY REMIX)[4:41]
  3. A HAPPY DAY (INSTRUMENTAL)[4:18]

  - 完全限定盤
8. LIGHTLY（2003年5月21日）オリコン33位
  1. LIGHTLY[3:30]
作詞：PASSER・HUNTER／作曲：PASSER
  2. RIDE ON[3:06]
作詞：PASSER・HUNTER／作曲：SHAKAN' BASS

### ミニアルバム
1. headway（2004年3月24日）

### アルバム
1. かがみ（1998年3月21日）
  1. INTRO
  2. 森の知恵
  3. 出船
  4. かがみ
  5. 異路同帰 feat. DJ KAZZZ
  6. 麻波パンチ
  7. 出船 (SA-BOON MIX)
  8. みどりの星 feat. HIDE, MIE
  9. OUTRO
2. PH-OSY (FIRST STEP OF THE SECOND STAGE)（1999年7月28日）
  1. 麻波 STEREO[2:05]
  2. PAST TO FAST[4:57]
  3. PHILOSOPHY 025 feat.YOU THE ROCK★[4:01]
  4. PH-OSY ＜22.4＞[4:48]
  5. DOUBLE THE SHOCK WAVE (URBARIAN GYM) feat.AKEEM[4:25]
  6. EVER SINCE[4:00]
  7. AIM HIGHER[4:28]
  8. PLAY GROUND[5:33]
3. INVADE（2001年3月7日）オリコン54位
  1. m.U.F.O.25[3:39]
作詞：PASSER・HUNTER／作曲：YUICHI・SHAKAN' BASS／編曲：麻波25
  2. ハジケロV10[3:59]
作詞：PASSER・HUNTER／作曲：YUICHI・SHAKAN' BASS・OGA-KID／編曲：麻波25
  3. FAKE バイバイ[2:33]
作詞：PASSER・HUNTER／作曲：YUICHI／編曲：麻波25
  4. EYES WIDE OPEN[4:40]
作詞：PASSER・HUNTER／作曲：YUICHI・SHAKAN' BASS／編曲：麻波25
  5. ロッキー[3:55]
作詞：PASSER・HUNTER／作曲：YUICHI・SHAKAN' BASS・OGA-KID／編曲：麻波25
  6. JUMP フロア[4:27]
作詞：PASSER・HUNTER／作曲：YUICHI・SHAKAN' BASS／編曲：麻波25
  7. INTERLUDE[0:47]
作曲：YUICHI・SHAKAN' BASS／編曲：麻波25
  8. 秋冬春夏[4:07]
作詞：PASSER・HUNTER／作曲：YUICHI・SHAKAN' BASS／編曲：麻波25
  9. ADVANCED PLAYER[4:45]
作詞：PASSER・HUNTER／作曲：SHAKAN' BASS／編曲：麻波25
  10. IN THE FOG[4:32]
作詞：PASSER・HUNTER／作曲：YUICHI・SHAKAN' BASS／編曲：麻波25
  11. TALK LOUD FROM FAR EAST[3:27]
作詞：PASSER・HUNTER／作曲：YUICHI・OGA-KID／編曲：麻波25
  12. OUTRO[1:54]
作曲：YUICHI・SHAKAN' BASS／編曲：麻波25
4. Early Best Of 麻波25（2002年7月24日）オリコン45位
  1. かがみ[5:02]
作詞：T.YOSHIOKA・G.TAKAHASHI／作曲：Y.OGAWA・S.SATO
  2. 森の知恵[3:55]
作詞：T.YOSHIOKA・G.TAKAHASHI／作曲：Y.OGAWA・S.SATO
  3. PLAY GROUND[5:34]
作詞：PASSER・HUNTER／作曲：OGA-KID／編曲：麻波25
  4. NOPE!FOR A HOPE[5:02]
作詞：PASSER・HUNTER／作曲・編曲：麻波25
  5. PHILOSOPHY 025 featuring YOU THE ROCK★[4:01]
作詞：PASSER・HUNTER・Y.TAKEMAE／作曲：ODA-KID／編曲：麻波25
  6. DOUBLE THE SHOCK WAVE featuring AKEEM(URBARIAN GYM)[4:25]
作詞：PASSER・HUNTER／作曲：OGA-KID・SHAKAN' BASS
  7. EVER SINCE[4:00]
作詞：PASSER・HUNTER／作曲：YUICHI／編曲：ODA-KID
  8. ADVANCED PLAYER[5:13]
作詞：PASSER・HUNTER／作曲：OGA-KID・SHAKAN' BASS
  9. HEY DAY-Feat.SATOSHI,KAZI From 山嵐[3:39]
作詞：PASSER・HUNTER・Satoshi／作曲：ODA-KID
  10. BE BRAVE[4:52]
作詞：PASSER／作曲：YUICHI
  11. ハジケロ V10[3:59]
作詞：PASSER・HUNTER／作曲：ODA-KID・YUICHI・SHAKAN' BASS／編曲：麻波25
  12. JUMP フロア[4:29]
作詞：PASSER・HUNTER／作曲：YUICHI・SHAKAN' BASS／編曲：麻波25
  13. 秋冬春夏[4:08]
作詞：PASSER・HUNTER／作曲：YUICHI・SHAKAN' BASS／編曲：麻波25
5. MUSIC BOX（2002年10月23日）オリコン10位、登場回数8回
  1. INTRO[1:47]
  2. GOLD BLEND[2:40]
  3. SONS OF THE SUN[4:34]
  4. A HAPPY DAY[4:19]
  5. 琴ばうんす[3:20]
  6. ASIAN SOUND CREW[4:23]
  7. UP VIBES DOWN STAIRS feat. RUDE BOY FACE[3:52]
  8. M1GP[4:23]
  9. TREASURE OF LIFE feat. KENNY PRIEST[5:04]
  10. GET YOUR TOMORROW[3:45]
  11. WAVE ON RHYTHM[4:26]
  12. 黄金のカルテット feat. SOUL SCREAM[3:55]
  13. 2MC+DBG[4:18]
  14. いつかの浜辺で[5:21]
  15. ミドリノホシ feat. MIE[4:41]
6. Remix Box+One（2003年2月5日）オリコン32位
  1. GOLD BLEND (smorgas remix)[4:49]
  2. SONS OF THE SUN (Home Grown Mix)[4:20]
  3. A HAPPY DAY (CAMARADA RMX)[4:08]
編曲：kj・BOTS
  4. 琴ばうんす (FORCE OF NATURE REMIX)[4:20]
  5. ASIAN SOUND CREW (CHAINEEZ KUNFUU MIX)[4:19]
編曲：HIGH SWITCH aka DJ HIRO
  6. UP VIBES DOWN STAIRS (Mr.Drunk Remix)[4:12]
  7. M1GP Pt.2[4:11]
  8. TREASURE OF LIFE (顔パスBros. Remix)[5:04]
  9. GET YOUR TOMORROW (Ram Jam World mix)[6:01]
  10. WAVE ON RHYTHM (Fussain street)[5:45]
編曲：MACKA-CHIN
  11. 黄金のカルテット (Mr.Beats chooses 4-2-3-1) feat.SOUL SCREAM[3:42]
  12. 2MC+DBG (+ONE DJ)[4:34]
編曲：G.P a.k.a.GREEN PEEACE
  13. いつかの浜辺で (KURID mix)[5:36]
編曲：KEI KUSAMA
  14. ミドリノホシ (Tsutchie Remix)[5:23]
  15. MOB SQUAD 2 (NEW RECORDING)[4:11]
7. headway（2004年03月24日）オリコン66位
  1. Air train[4:35]
作詞：PASSER・HUNTER／作曲：YUICHI
  2. Go for broke[3:00]
作詞：PASSER・HUNTER／作曲：麻波25
  3. Making the road[5:19]
作詞：PASSER・HUNTER／作曲：PASSER
  4. もう一度 Love and be loved[3:54]
作詞：PASSER・HUNTER／作曲：YUICHI
  5. オリジナル冒険家[3:52]
作詞：PASSER・HUNTER／作曲：TOMO
  6. Leap upward[3:02]
作詞：PASSER・HUNTER／作曲：PASSER
8. BEST,LAST AND LOST（2004年7月21日）オリコン77位
  1. A HAPPY DAY[4:19]
  2. LIGHTLY[3:29]
  3. wish you[4:34]
  4. WALKING WITH GLOW[4:28]
  5. Making the road[5:17]
  6. RIDE ON[2:48]
  7. MORE 01[3:03]
  8. BEATS OF CLAPPING[4:15]
  9. MOB SQUAD 2[4:11]
  10. SONS OF THE SUN[4:35]
  11. ミドリノホシ[4:42]
  12. TREASURE OF LIFE[5:04]
  13. Air train[4:36]
  14. 2MC+DBG (Real DS-King Version)[4:00]
  15. BETTER DAYS[3:45]
  16. MOB SQUAD 2 (1962 RE-ISSUE RMX)[4:25]
  17. A HAPPY DAY (SHAKAN' BASS ANARCHY SMOKE JUNKEY REMIX)[4:39]

### アナログ
1. かがみ
2. PLAY GROUND（1999年4月21日）
3. PHILOSOPHY 025 feat.YOU THE ROCK☆(1999年11月3日）

### オムニバス
1. SPANKING BRAIN ARMY（1997年12月16日）
2. 犬、走る（1998年7月1日）
3. CONNECTED（2001年8月10日）
4. MEGA BEST RED BOX（2001年12月19日）
5. MEGA BEST YELLOW BOX（2002年11月27日）
6. MEGA BEST GREEN BOX（2002年11月27日）
7. MOB SQUAD（2003年3月19日）